# Ruillé-Froid-Fonds
Ruillé-Froid-Fonds là một xã thuộc tỉnh Mayenne trong vùng Pays de la Loire tây bắc nước Pháp. Xã này nằm ở khu vực có độ cao trung bình 108 mét trên mực nước biển.